# Qui vigila als vigilants?
"Qui vigila als vigilants?" (títol original en anglès "Who Watches the Watchers") és el quart episodi de la tercera temporada de la sèrie de televisió de ciència-ficció estatunidenca Star Trek: La nova generació, i el 52è de tota la sèrie, que es va emetre originalment el 16 d'octubre de 1989, en redifusió als Estats Units. Fou dirigit per Robert Wiemer amb guió de Richard Manning i Hans Beimler.
Ambientada al segle XXIV, la sèrie segueix les aventures de la tripulació de la nau de la Flota Estel·lar de la Federació Enterprise-D. En aquest episodi, l' Enterprise ha de desfer el dany quan una civilització primitiva descobreix un equip d'observació de la Federació i conclou que el personal de la Flota Estel·lar són déus.
El títol de l'episodi és una traducció de la frase llatina "Quis custodiet ipsos custodes?"

## Argument

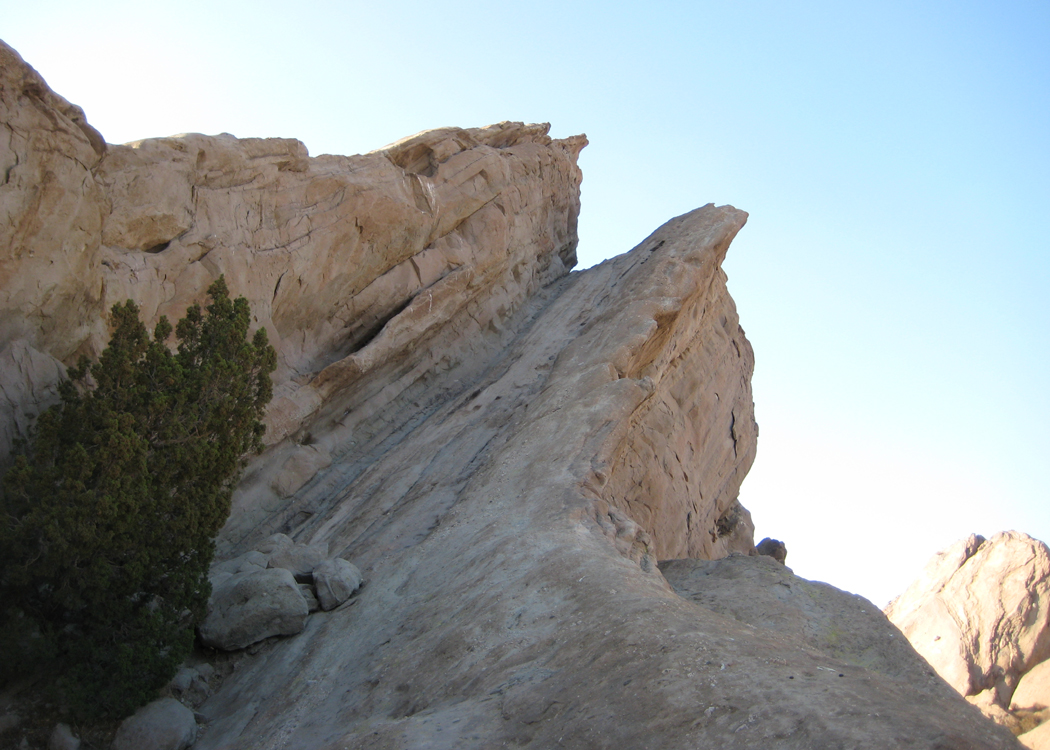
Part de l'àrea de Vasquez Rocks, utilitzada per filmar les escenes de superfície de Mintaka III. També s'utilitza per a les escenes de superfície de Vulcà a Missió salvar la Terra

La nau estel·lar de la Federació Enterprise, sota el comandament del capità Jean-Luc Picard, arriba al planeta Mintaka III per reabastir i reparar un lloc avançat de la Federació que s'utilitza per supervisar els mintakans, una raça proto-vulcaniana amb un nivell de desenvolupament cultural similar al de l'Edat del Bronze. El lloc avançat està construït al costat d'un penya-segat i camuflat per una projecció hologràfica d'una roca.
A mesura que l' Enterprise ofereix assistència, el projector funciona malament i el lloc avançat es fa totalment visible. Liko, un mintakanià, ho veu i intenta apropar-se, però pateix una descàrrega elèctrica que el fa caure del penya-segat i patir ferides crítiques. Quan la directora mèdica Dra. Crusher s'afanya a proporcionar ajuda, s'adona que les ferides són massa greus per tractar-les al lloc dels fets i fa que el transportin a l' Enterprise per rebre tractament malgrat que l'acció viola la Primera Directiva. Liko pren consciència i és testimoni de tot el que passa al seu voltant, i se centra en Picard donant instruccions. La Dra. Crusher és capaç de curar Liko i intenta esborrar-li la memòria de l'incident abans de tornar-lo al planeta. El primer oficial Riker suggereix que ell i la consellera Troi es disfressin de mintakanians per buscar Palmer, un membre desaparegut de l'equip antropològic, i per controlar Liko, i assegurar-se que l'esborrat de memòria funcioni. Descobreixen amb horror que no, ja que Liko recorda una imatge de "el Picard", i ha convençut altres mintakanians que el Picard ha de ser el seu déu.
Troi i Riker intenten dissipar subtilment el mite del Picard, que guanya força fins que arriba una partida de caça amb un Palmer delirant a remolc. Mentre Troi ofereix una diversió, dient al clan que un altre "com Palmer" es dirigeix cap a les coves, Riker lliga un home gran que va quedar enrere per vigilar Palmer; ell i Palmer fugen de la zona i s'escapen de tornada a l'Enterprise. Els mintakanians capturen Troi i es plantegen matar-la per calmar el Picard, deixant que Picard prengui mesures per rectificar la situació sense més violacions de la Primera Directiva. Transporta a Nuria, la líder del poble on Troi està detinguda, a l' Enterprise i intenta demostrar-li que ell i la resta de la tripulació són mortals, inclòs fer-la presenciar la mort d'un tripulant a la infermeria.
En Picard torna amb la Núria a la superfície enmig d'una tempesta, que Liko ha pres com un signe de la ira del Picard. La Núria intenta enraonar amb Liko, però aquest demana una prova de primera mà de la mortalitat d'en Picard i l'apunta amb un arc i una fletxa. Picard insisteix que Liko hauria de disparar si l'única prova que acceptarà és la mort de Picard. Liko dispara, però la seva filla l'empeny perquè només fereix en Picard; en veure'l caure i sagnar, Liko i els altres arriben a acceptar que Picard no és un déu. Picard i Troi tornen a l' Enterprise, i després de ser tractat, en Picard torna a la superfície per darrera vegada i explica als mintakanians que la Federació eliminarà el lloc avançat i els permetrà desenvolupar-se sols. Abans de marxar en Picard, la Nuria li regala un tapís de Mintakan.

## Repartiment i doblatge al català
La sèrie va ser doblada al català pels estudis Tramontana (primera part) i Soundtrack (segona part) i emesa a TV3 l’any 1991. Els dobladors de l'episodi foren:
| Personatge      | Actor/actriu        | Veu en català         |
| --------------- | ------------------- | --------------------- |
| Jean-Luc Picard | Patrick Stewart     | Joan Crosas           |
| William Riker   | Jonathan Frakes     | Antoni Forteza        |
| Data            | Brent Spinner       | Joaquim Sota          |
| Geordi La Forge | LeVar Burton        | Aleix Estadella       |
| Worf            | Michael Dorn        | Enric Arquimbau       |
| Beverly Crusher | Gates McFadden      | Aurora Garcia         |
| Deanna Troi     | Marina Sirtis       | Victòria Pagès        |
| Wesley Crusher  | Will Wheaton        | Roger Pera            |
| Nuria           | Kathryn Leigh Scott | Marta Calvó           |
| Liko            | Ray Wise            | Joan Pera             |
| Dr. Barron      | James Green         | Ignasi Abadal         |
| Oji             | Pamela Adlon        | Gemma Ibàñez          |
| Fento           | John McLiam         | Vicenç Manel Domènech |

## Recepció
Keith DeCandido el va valorar a tor.com el 2011 com un episodi bastant pobre de Star Trek: La nova generació. Entre altres coses, ha criticat com es retrata la relació dels mintakans amb els vulcanians. Amb això es pretenia explicar la tranquil·litat i l'obertura dels mintakans a la racionalitat i la ciència. Tanmateix, ja s'havia establert en diversos episodis de la sèrie anterior Star Trek que aquestes característiques no són de cap manera la naturalesa dels vulcanians. Al contrari, originàriament eren extremadament violents i van haver de treballar força per desenvolupar la seva disciplina mental. DeCandido també va criticar com a increïble la insistència reiterada de Picard en el compliment de la Primera Directiva, tot i que ja s'havia violat massivament. També és increïble la ràpida aparició de la superstició mintakana i la seva igualment ràpida desaparició. DeCandido ha destacat com a positiva la conversa entre Picard i Nuria sobre l'Enterprise.
En canvi, The A.V. Club va donar a l'episodi una nota A.
El 2017, Den of Geek va incloure "Qui vigila als vigilants?" com un dels seus 25 episodis recomanats de Star Trek: La nova generació. El 2019, van suggerir que es tractava d'un dels cinc episodis que tenien un grau més elevat de repetibilitat de veure i que es va centrar en el personatge del Capità Picard (interpretat per Patrick Stewart).
La revista Wired va classificar "Qui vigila als vigilants?" com un dels millors episodis de Star Trek: La nova generació en una revisió del 2012, pel que va anomenar optimisme de ciència-ficció. Assenyalen els orígens del títol a la frase llatina, "Quis custodiet ipsos custodes?", atribuïda al poeta romà Juvenal.
El 2019, Den of Geek va recomanar tornar a veure aquest episodi com a antecedent de Star Trek: Picard.
El 2020, ScreenRant va assenyalar que aquest episodi tenia un missatge moral important.
El 2021, Nerdist va dir que aquest era un dels deu episodis principals de Star Trek amb primer contacte alienígena, elogiant com la tripulació de l'Enterprise D lluita amb la Primera Directiva mentre es veu embolicada amb una trobada amb els mintakans pre-curvatura.

## Llançaments
El 21 de març de 1995, "Els supervivents" i "Qui vigila als vigilants?" es van publicar en LaserDisc als Estats Units.
Al Japó, el seu llançament en LaserDisc va arribar el 5 de juliol de 1996, al conjunt de mitja temporada Log. 5: Third Season Part.1 by CIC Video. Aquest incloïa episodis fins a "Una qüestió de perspectiva" en discos òptics de doble cara de 12 polzades. El vídeo estava en format NTSC amb pistes d'àudio tant en anglès com en japonès.
L'episodi es va publicar amb la caixa del DVD de la tercera temporada de Star Trek: La nova generació, llançat als Estats Units el 2 de juliol de 2002. Tenia 26 episodis de la temporada 3 en set discos, amb una pista d'àudio Dolby Digital 5.1.  Va ser llançat en Blu-ray d'alta definició als Estats Units el 30 d'abril de 2013.